# Контрабас (пьеса)
Контрабас (нем. Der Kontrabass) — первое произведение Патрика Зюскинда, в котором поднимается тема «маленького» человека. 
Несмотря на то, что пьеса Зюскинда — «крик души» человека, находящегося в состоянии депрессии, читатель испытывает симпатию к главному герою. Это выражается юмористическим отношением автора, Патрик Зюскинд «почти контрабасовым наслаждением языком и слабостью к неудачникам и одиночкам, напоминает о Чехове» (Марсель Райх-Раницкий).

## Сюжет
Писатель использует контрасты в произведении. Так, в начале пьесы главный герой убеждает нас, что контрабас незаслуженно не считается одним из лучших музыкальных инструментов, что контрабасистов не оценивают должным образом. Позже он признается, что ненавидит свой контрабас, что этот музыкальный инструмент не может издавать ни одного приличного звука.
И мы узнаем, что контрабас мешает герою жить — он должен заботиться о нём как о живом существе. Постепенно контрабас вытеснил из жизни своего владельца все остальные человеческие отношения, даже сексуальные. Никаких изменений не может происходить в его жизни, ведь его занимают только стабильная работа в государственном оркестре и музыка. Он потерял контроль над собственной жизнью.
И тогда главный герой задумывает решительно изменить свою повседневную одинокую жизнь: ему нравится вокалистка, что работает с оркестром, в котором работает контрабасист. Конечно, до сих пор она не замечала этого, так как контрабасисты сидят в последнем ряду оркестра. Сначала герой пытался играть безупречно, чтобы привлечь её внимание. Однако даже когда он пытался умышленно не попадать в ноты — все равно никто ничего не заметил, настолько мизерная его роль в оркестре. И тогда контрабасист решает — он на весь театр выкрикнет имя своей возлюбленной. Только так он может обратить на себя внимание.